# 155th Street (stacja metra na Eighth Avenue Line)
155th Street – stacja metra nowojorskiego, na linii A i C. Znajduje się w dzielnicy Manhattan, w Nowym Jorku i zlokalizowana jest pomiędzy stacjami 163rd Street – Amsterdam Avenue i 145th Street. Została otwarta 10 września 1932.